# Francisca Skoogh
Francisca Christina Skoogh, född 3 april 1973 i Helsingborg, Malmöhus län, är svensk pianist, filosofie doktor i konstnärlig forskning samt psykolog.

## Biografi
Francisca Skoogh föddes 3 april 1973 i Helsingborg, Malmöhus län. Skoogh har studerat piano vid bland annat Pariskonservatoriet och Det Kongelige Danske Musikkonservatorium hos lärare såsom Romuald Sztern, Pascal Devoyon, Bohumila Jedlickova, Hans Pålsson och Dominique Merlet.
Skoogh är också psykolog och filosofie doktor i konstnärlig forskning vid Musikhögskolan i Malmö.
2018 valdes hon in som ledamot i Kungliga Musikaliska Akademien.

## Diskografi
- Songs in Season. Tillsammans med Malena Ernman.[4]

## Utmärkelser och priser
Som pianist har Skoogh har erhållit en rad priser: 
- 1994: Premier Prix i både kammarmusik och piano vid Conservatoire National Supérieur de Musique et de Danse de Paris.[4]
- 1995: Solistdiplom vid Det Kongelige Danske Musikkonservatorium.[4]
- 1998: Solistpriset i Stockholm.[4]
- 2000: 2:a pris i Michelangeli-tävlingen, Italien.[4]